# سرج ارستر

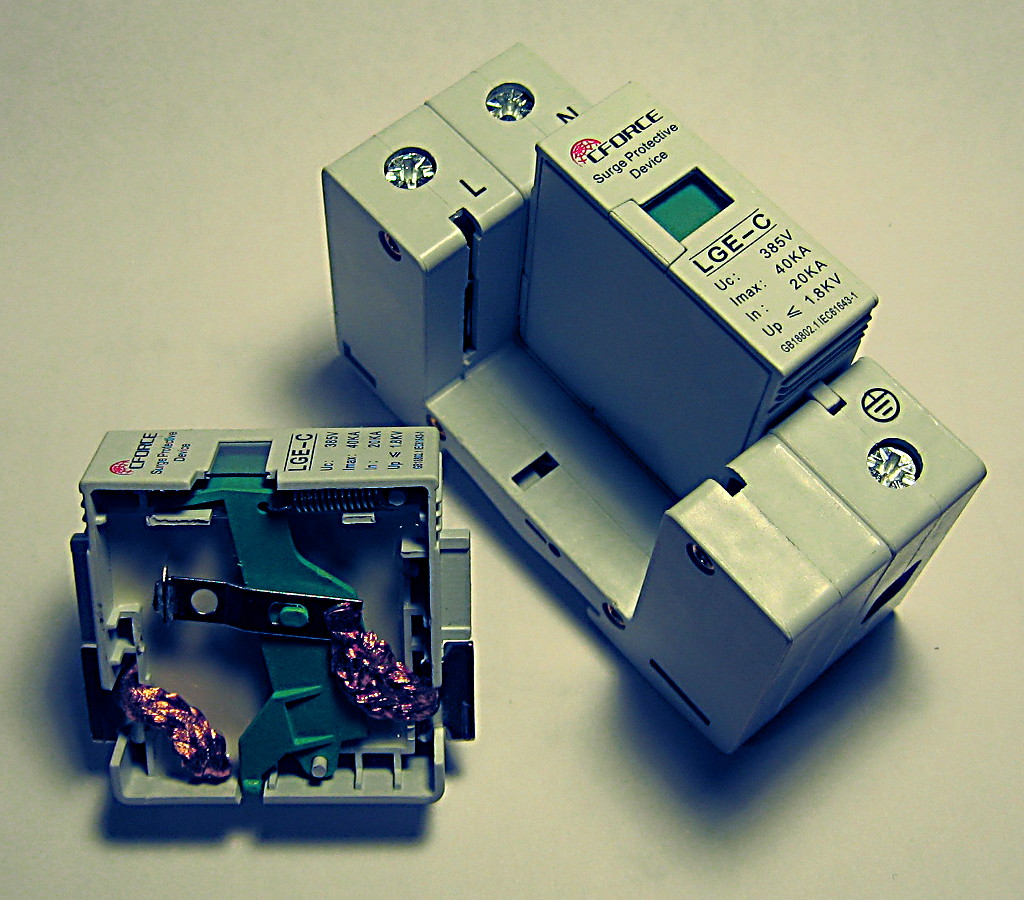
یک سرج ارستر ۲ پل

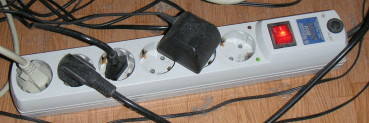
یک سیم‌سیار دارای محافظ نوسان

سرج ارستر یا برق گیر (به انگلیسی: Surge protector) وسیله طراحی شده‌ای است که دستگاه‌های برقی را از آسیب ناشی از افزایش ناگهانی ولتاژ حفظ می‌کند. یک سرج ارستر با تخلیه اضافه جریان‌های ناشی از اضافه ولتاژهای ناگهانی در زمین، اجازه نمی‌دهد ولتاژ اعمال شده به وسایل الکتریکی از سطح آستانه ای بالاتر رود و به این ترتیب به تجهیزات آسیبی نمی‌رسد.
در داخل سرج ارستر از وریستورهای obo استفاده شده است که در حقیقت یک مقاومت متغیر با ولتاژ میباشد. در حالت نرمال مقاومت این تجهیز بی نهایت بوده و در زمان افزایش ولتاژ ناگهانی در زمان بسیار کم تبدیل به هادی بدون مقاومت میشودو جریان ناشی از این ولتاژ ناگهانی را به سیستم زمین منتقل میکند.
به وسایل الکتریکی ای که در تابلوهای توزیع برق، سیستم‌های کنترل فرایند، سیستم‌های ارتباطی و دیگر سیستم‌های صنعتی با هدف حفاظت در برابر افزایش ولتاژهای لحظه ای و ناگهانی (مثلاً تحت تأثیر وقوع صاعقه در نزدیکی سیستم) روی می‌دهند (Surge Protection Device(SPD گفته می‌شود.
به عبارتی سرج ارستر (SPD)ها قطعاتی هستند که تجهیزات الکتریکی را از خطرات احتمالی ناشی از ولتاژهای سرج حفاظت می‌کنند.

## اجزا
سرج ارسترها از اجزای زیادی تشکیل شده‌اند و این باعث شده این دستگاه‌ها از تکنولوژی‌های متعددی استفاده کنند اما به صورت کلی می‌توان به ۴ قطعه زیر اشاره کرد که در اکثر این دستگاه‌ها وجود دارند:
- وریستور: قطعات الکتریکی هستند که وظیفه اصلی‌شان حفاظت از مدارها و سیستم‌های قدرت و تنظیم مقادیر ناخواسته ولتاژهای زودگذر است. در ولتاژهای پایین مقاومت این قطعه بالاست و با افزایش ولتاژ مقاومت این قطعه نیز کم می‌شود.
- تریستور: یک‌نیمه‌رسانای قدرت است که به صورت یک قطعهٔ چهار لایه‌ای ساخته می‌شود، این قطعه به عنوان کلید به کار می‌رود.
- دیود خنثی ساز: یک قطعه الکترونیکی است که به منظور محافظت از قطعات حساس الکترونیکی در برابر افزایش ولتاژ لحظه‌ای به صورت موازی با آن‌ها مورد استفاده قرار می‌گیرد.
- GDT: یک قطعه تشکیل شده از ۲ الکترود که فضای بین الکترودها با بعضاً یک گاز نجیب پر شده‌است. زمانی که اختلاف پتانسیل ۲ الکترود بالا رود، گاز یونیزه شده و جریان بین ۲ الکترود برقرار می‌شود.

## نحوه کارکرد

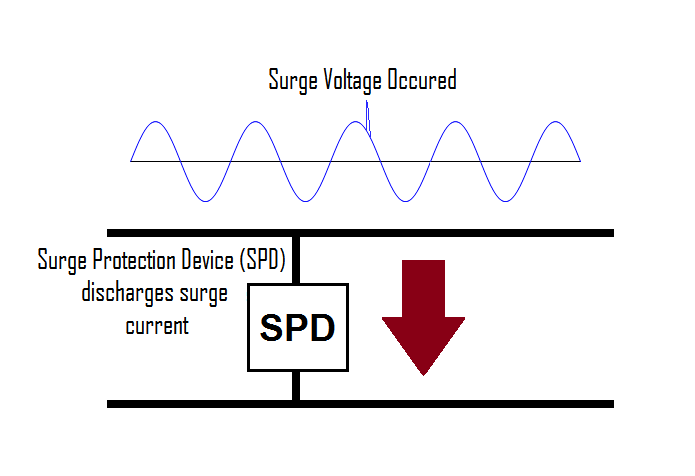
مکانیزم یک سرج ارستر در زمان وقوع اضافه ولتاژ

مکانیزم عمل سرج ارسترها به گونه ایست که تا زمانی که ولتاژ سرجی در سیستم وجود نداشته باشد، این قطعات به صورت مسیرهای مدار بازی هستند که در روند کاری سیستم دخالتی ندارند، ولی چنانچه در سیستم، ولتاژ سرج نمایان شود و اختلاف پتانسیل دو سر سرج ارسترها از حدی بالاتر رود، این قطعات به صورت مسیرهای بسته‌ای عمل می‌کنند که از طریق تخلیه جریان‌های سرج (در زمین یا نول)، سطح اضافه ولتاژی که در سیستم رخ داده‌است را پایین می‌آورند و به این ترتیب دیگر تجهیزات موجود در سیستم با چنین اضافه ولتاژهایی مواجه نخواهند شد و آسیب نخواهند دید.

## دسته‌بندی سرج ارستر
- ارسترهای کلاس B یا کلاس І:این ارستر ها به عنوان حفاظت اولیه در برابر صاعقه با تحمل 100KA استفاده می شود.
- ارسترهای کلاس C یا کلاس ІІ: این ارستر برای محافظت در مقابل سوئیچینگ می باشد که به عنوان حفاظت ثانویه در مقابل اضافه ولتاژ عمل می کند و ولتاژ نشتی از ارستر های کلاس B حذف میکنند
- ارسترهای کلاس B+C یا کلاس ІІ +І: از این ارستر برای حفاظت سیستم های الکتریکی در زمان توزیع ولتاژ پایین ناشی از صاعقه و یا سوئیچ داخلی دستگاه می باشد که در تابلو سازی، مخابرات، مراکز صنعی و نظامی استفاده میگردد.
- ارسترهای کلاس D: این سرج ارستر جهت تکمیل و مقابله با اضافه ولتاژ می باشد و نباید در معرض مستقیم صاعقه(شوک های قوی) قرار بگیرد و در خطوط دارای ولتاژ پایین استفاده می شود.
- ارسترهای دیتا و مخابراتی: از این ارستر برای حفاظت از خطوط کابل های CAF5 و CAT6 استفاده می شود.
- ارستر فتوولتاییک
- ارستر دوربین: این ارستر برای محافظت از انواع دوربین های مداربسته در مسیر سیگنال و ارتباط الکتریکی دوربین ها کاربرد دارد.